# Ios Teper

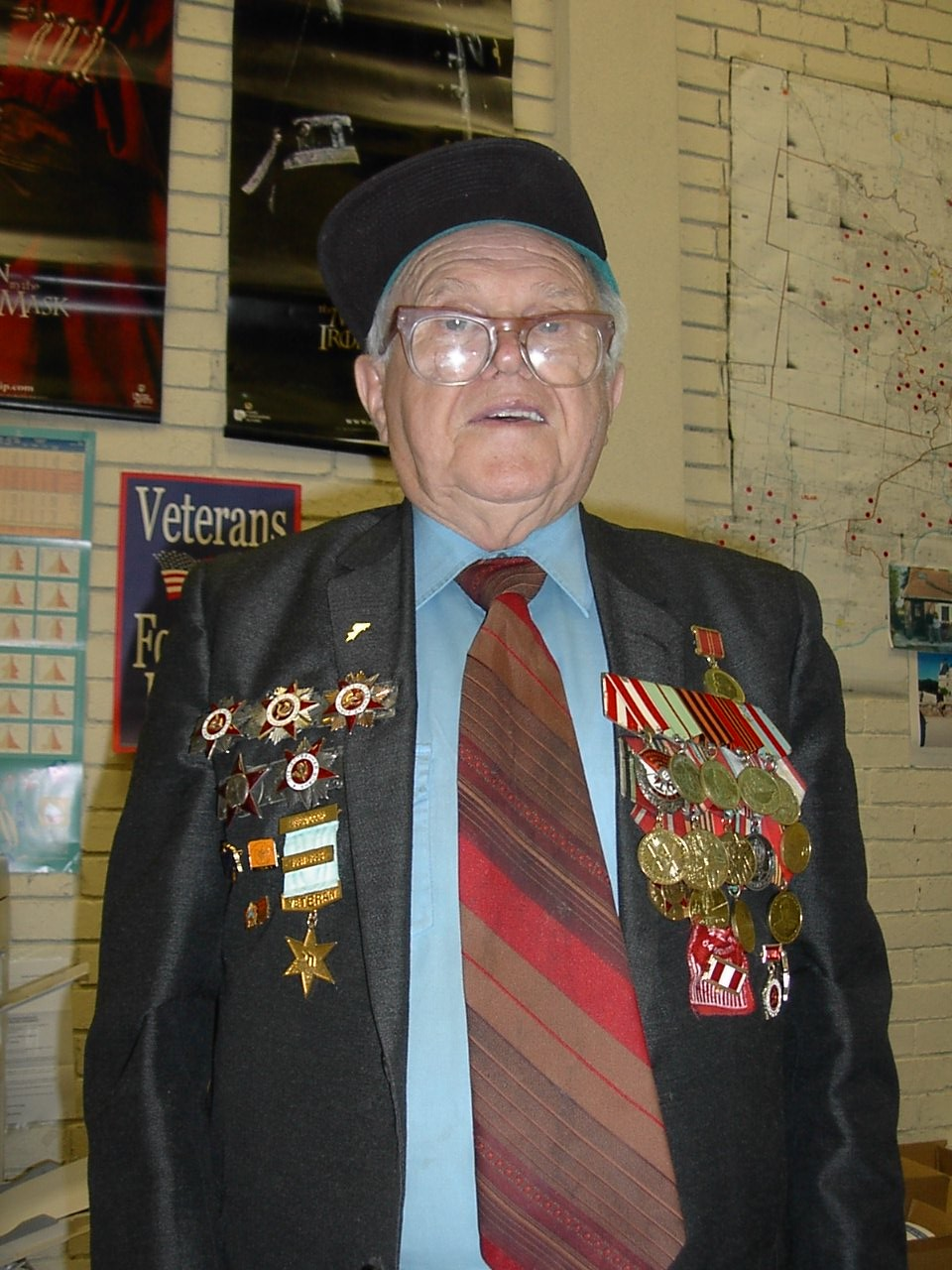
Ios Teper muestra sus medallas en abril de 2005

Iosif Zeusovich "Ios" Teper (12 de julio de 1915 - agosto de 2013) fue un veterano de guerra soviéticos altamente condecorado, nació en Odessa, Ucrania, que entonces formaba parte del Imperio Ruso. Trabajó en una granja colectiva hasta la invasión alemana de la Unión Soviética en junio de 1941, cuando se unió al Ejército Rojo. Se desempeñó hasta junio de 1947.

## Biografía
Teper comenzó la guerra como comandante de pelotón y la terminó en el grupo de Inteligencia de Artillería Divisional como capitán. Debido a su baja estatura, Teper trabajó como observador avanzado de artillería, con gran riesgo personal, y fue herido tres veces. En una ocasión se puso de pie en agua helada durante tres días mientras veía las líneas alemanas antes de un avance soviético. Luchó en la batalla de Stalingrado, más tarde, tomó parte en las batallas por Ucrania y Bielorrusia antes de avanzar a Polonia en el ejército del Mariscal de la Unión Soviética Konstantín Rokossovski.
Teper fue condecorado con la Orden de la Bandera Roja, la segunda más alta condecoración de guerra soviética, por su conducta durante la batalla de Berlín. También ocupó la primera clase de la Orden de la Guerra Patria, la Orden de la Estrella Roja, medallas por la Defensa de Stalingrado, la liberación de Varsovia, la captura de Berlín, y la Medalla de Zhúkov. También obtuvo medallas marcando el aniversario 20, 40 y 50 de la victoria soviética, y el aniversario 50, 60 y 70 de la fundación del Ejército Rojo. También mantuvo una medalla de Israel dada a los veteranos judíos del Ejército Rojo.
Después de la guerra Teper pasó dos años en tareas de ocupación en el este de Alemania, y al mismo tiempo administrar la ciudad de Érfurt. él siempre sintió que el prejuicio antisemita limitó su capacidad de recibir promociones. Luego fue desmovilizado y volvió a casa a Odessa, donde ocupó cargos en la administración de su granja granja hasta su jubilación. Después de la caída de la Unión Soviética, desilusionado con el aumento del antisemitismo en Ucrania, emigró con su familia a Melbourne, Australia, donde vivió hasta su muerte. Fue Vicepresidente de la Asociación Victoriana de Veteranos de la Segunda Guerra Mundial de la ex Unión Soviética. Se mantuvo activo trabajando para los veteranos judíos del Ejército Rojo en Australia hasta bien entrados los años 90. Murió en un asilo de ancianos de Melbourne en agosto de 2013.